# Inga & Anusch
Inga & Anusch (armenisch Ինգա և Անուշ) ist ein Folk-Pop-Duo aus Armenien, bestehend aus den Schwestern Inga Arschakjan (armenisch Ինգա Արշակյան / Inga Aršakyan) (* 18. März 1982 in Jerewan) und Anusch Arschakjan (armenisch Անուշ Արշակյան / Anowš Aršakyan) (* 24. Dezember 1980 in Jerewan).

## Leben
Beide Schwestern besuchten die Sergej-Aslamasjan-Musikschule und die Arno-Babadschanjan-Musikhochschule. Anusch lernte Klavier, Inga Violine. Anschließend studierten sie Jazzgesang am Staatlichen Musikkonservatorium Jerewan, was sie beide 2005 abschlossen.
Im Jahr 2000 kamen sie ins Ensemble des Staatlichen Armenischen Gesangstheaters und traten mit diesem in vielen Orten Armeniens auf, 2002 folgte eine erste Tournee in den Vereinigten Staaten. 2003 verließen die Schwestern das Theater und begannen ihre Karriere als Duo. Es entstanden die Alben We and Our Mountains (2003) und Tamzara (2006).
Am 14. Februar 2009 gewannen die Schwestern den armenischen Vorentscheid zum Eurovision Song Contest 2009 in Moskau. Mit ihrem Lied Jan Jan erreichten sie den fünften Platz im Halbfinale am 12. Mai und qualifizierten sich so für das Finale am 16. Mai. Dort erreichten die beiden den zehnten Platz – nach zwei achten und einem vierten Rang die bis dahin schlechteste Platzierung für Armenien, seit das Land 2006 zum ersten Mal teilnahm.
2015 kehrte Inga Arschakjan als Mitglied der Gruppe Genealogy zum Eurovision Song Contest in Wien zurück.

## Diskografie

### Alben
- 2003: We and Our Mountains
- 2006: Tamzara
- 2009: Heartbeat of My Land
- 2014: Sketches

### Singles
- 2006: Թամզարա (Tamzara)
- 2006: Խլպանե (Khlpane)
- 2007: Հարսանեկան (Marry song)
- 2009: Գութան (Gutan)
- 2009: Jan Jan
- 2009: Ճանապարհ (The road)
- 2009: You Will Not Be Alone
- 2009: Դոն հայ (Don Hay)
- 2009: Մենք ենք մեր սարերը (We are our mountains)
- 2011: Սեր Երևան (Love Yerevan)
- 2011: Իմ անունը Հայաստան է (My name is Armenia)
- 2012: Հայ հայ (Hay Hay [Hye hye])